# Bunium nudum
Bunium nudum là một loài thực vật có hoa trong họ Hoa tán. Loài này được (Post) H.Wolff mô tả khoa học đầu tiên năm 1927.